# Chtokavien

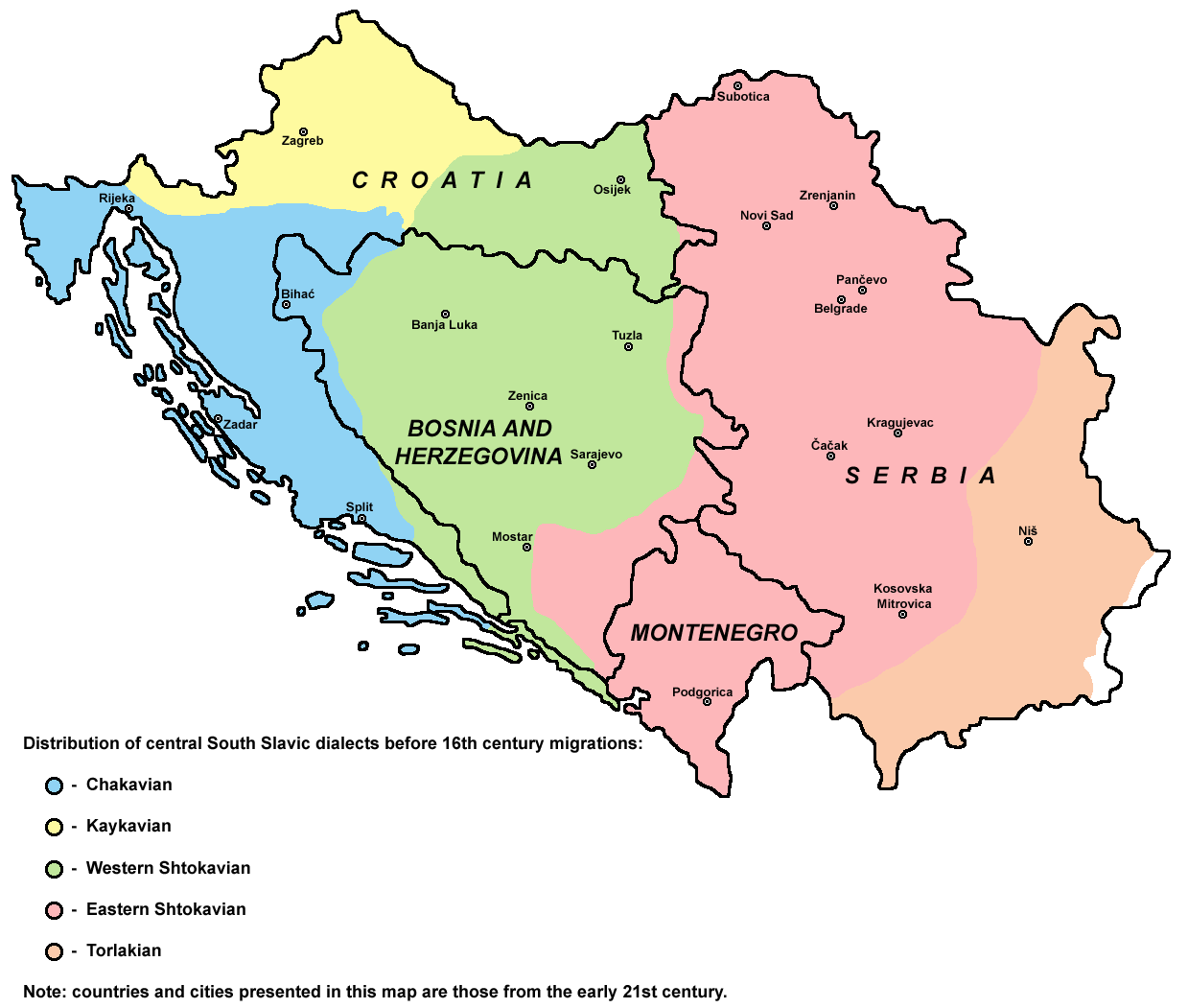
Le chtokavien.

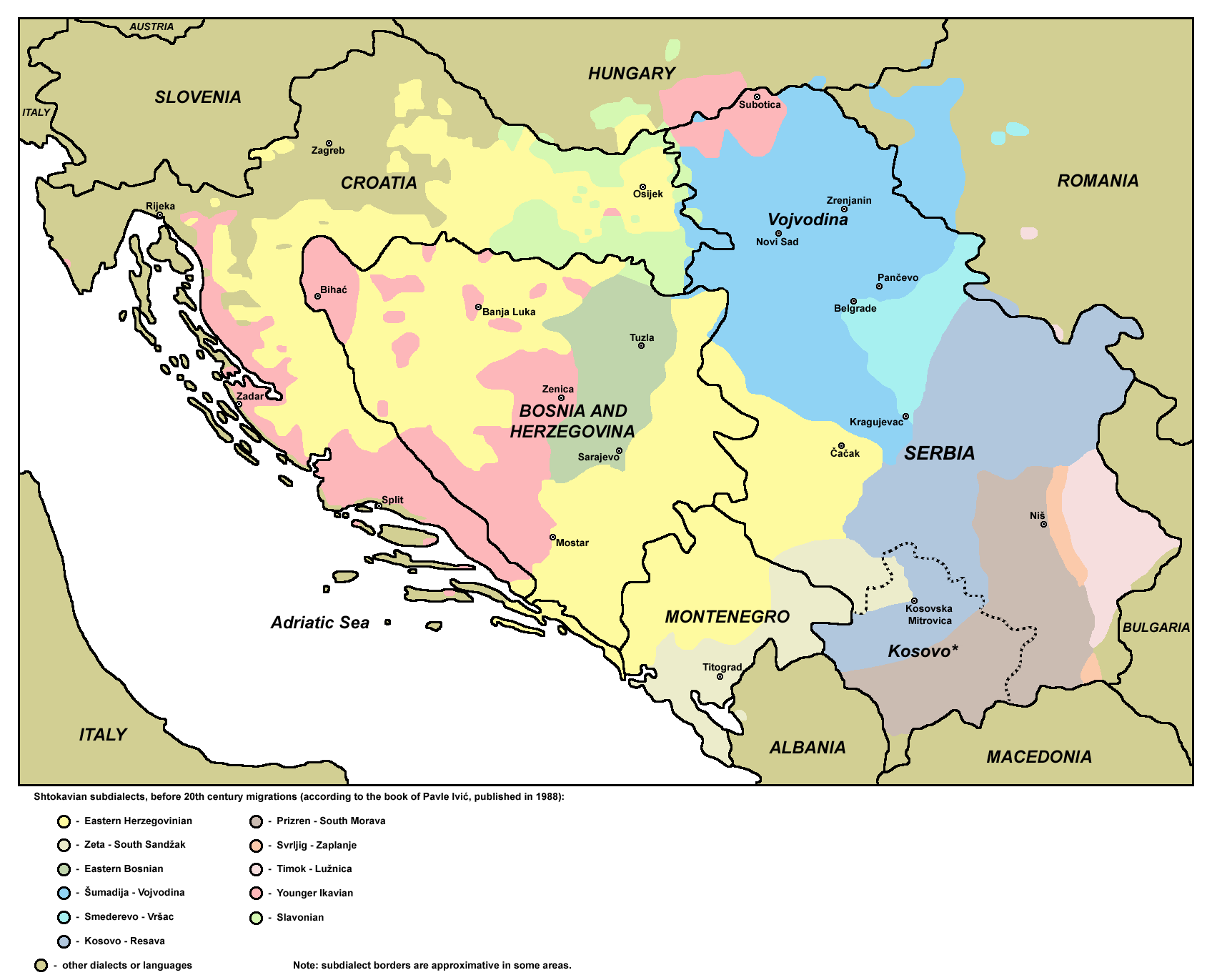
Répartition des dialectes du chtokavien en 1988.

Le chtokavien (en croate štokavsko narječje, en serbe штокавски дијалекат/štokavski dijalekat) est le principal des trois dialectes de la langue serbo-croate, les deux autres dialectes étant le kaïkavien de Croatie septentrionale et le tchakavien d'Istrie et des îles dalmates. Le chtokavien est parlé dans la moitié de la Croatie (en Slavonie), en Zagora, à Dubrovnik et dans ses environs), en Herzégovine, en Bosnie centrale, en Serbie dans la majorité du pays (sauf dans une région restreinte du Sud-Est) et au Monténégro. C’est la base sur laquelle est fondée la langue standard que les linguistes nomment « serbo-croate » et que géographes et statisticiens désignent par l'acronyme « BCMS » issu de ses quatre dénominations politiques officielles : bosnien, croate, monténégrin et serbe.
L'appellation « chtokavien » vient d'une distinction linguistique entre les trois dialectes : le chtokavien est le dialecte où le pronom interrogatif signifiant « quoi » est  prononcé /ʃto/ (c'est le « chto- » de « chtokavien »).
En 1850, un accord signé à Vienne, entre les linguistes et intellectuels croates avec à leur tête Ljudevit Gaj et serbes guidés par Vuk Stefanović Karadžić, décide de choisir le chtokavien comme « langue commune des Yougoslaves ». Gaj était aussi le chef du mouvement illyrien, qui désirait unir tous les Slaves du sud dans un seul État. C'est vers le milieu du XIXe siècle que le chtokavien s'impose, grâce aux média et aux écoles, comme langue de standardisation.